# Association féminine de Dar Chaâbane El Fehri
L'Association féminine de Dar Chaâbane El Fehri est un club de basket-ball tunisien fondé en 1998 et basé à Dar Chaâbane.